# قتل
القتل هو عملية إنهاء حياة كائن حي بفعل كائن آخر وهناك نوعين من القتل قتل خطأ وقتل عمد، ويمكن أن يستخدم في عملية القتل أدوات حادة أو قوية أو ثقيلة أو سلاح ناري أو مواد سامة.
والقتل كفعل لا يقتضي بالضرورة وجود صفة جريمة، إذ يمكن أن تقع عملية قتل خطأ كما يمكن أن يكون فعل القتل إعداما مقصودا لمجرم أو سفاح أو غير ذلك، وهناك نوع آخر غير عمد فالقتل العمد هو الذي يقع بنية مرتكبه أما قتل الخطأ فهو الذي يقع عن غير قصد نية.

## أول عملية قتل للإنسان

### في اليهودية والمسيحية
يروي العهد القديم أن قابيل قدم من ثمار الأرض قرباناً للرب، وقدم هابيل أيضاً من أبكار غنمه ومن سمانِها. فنظر الرب إلى هابيل وقربانه، ولكن إلى قابيل وقربانه لم ينظر. فأغتاظ قابيل جداً، وسقط وجهه. ولم ينظر الرب إلى قربان قابيل لأنه كان مخالفاً لما كان يتطلبه وهو الذبيحة الدموية أما هابيل فقد فعل. يقول الكتاب: بالإيمان قدم هابيل لله ذبيحة أفضل من قابيل. فبه شُهِد له أنه بارٌ إذ شهِد الله لقرابينه. حيث قابيل ادعى إيمانه بالرب ولكنه لم يفعل. لم يقبل الرب قربان قابيل فأغتاظ قابيل جداً وسقط وجهه. فقام على أخيه هابيل في الحقل وقتله، فقال الرب قابيل أين هابيل أخوك؟ فقال لاأعلم؛ أحارس أنا لأخي. فقال: ماذا فعلت؟ صوت دم أخيك صارخ من الأرض. فالآن، ملعون أنت من الأرض التي فتحت فاها لتقبل دم أخيك من يدك. متى عملْت الأرض لاتعود تعطيك قوتها. تائهاً وهارباً تكون في الأرض.

### في الإسلام
تقول الروايات بأن حوّاء زوج آدم وضعت توأمين هما: هابيل وأخته، وقابيل وأخته، وكان كلٌّ من قابيل وهابيل عاملين؛ فقد كان هابيل من رعاة الأغنام، وقابيل من زرّاع الأرض. تزوّج كلٌّ من قابيل وهابيل أخت الآخر، وذلك حفاظاً على النّوع الإنساني، وكانت توأم قابيل أجمل من توأم هابيل، وعندما طلب آدم من أبنائه إتمام ذلك الزّواج أبى قابيل ذلك؛ لأنه قد أراد أن يتزوّج من توأمه ذات الجمال، ولم يرض بتلك القسمة. ولحلّ تلك القضيّة أمر الله آدم إلى مخرجٍ ما، وهو أن يقدّم كلٌّ من قابيل وهابيل قرباناً إلى الله، و الّذي يُقبل قربانه سينال مراده ومشتهاه، فقام هابيل بتقديم جمل من أنعامه، أمّا قابيل فقد قدّم قمماً من زرعه. نزلت نارٌ فأكلت قربان هابيل، وتركت لقابيل قربانه؛ فغضّب قابيل من اخيه هابيل وقال لأخيه: لأقتلنّك كي لا تنكح أختي، فقال: إنّما يتقبّل الله من المتّقين. كان هابيل رجلاً موفور الجسم والعقل، وُهب الحكمة وآثر رضا الله، وطاعة والديه راضياً بقسمة ربّه، وقد غلت نار الحسد والغيرة والحقد في قلب قابيل، فقام بقتل أخيه وهو نائم 

## وصلات خارجية
- Boustani